# Presbyterianische Kirche von Ghana
Die Presbyterianische Kirche von Ghana (englisch Presbyterian Church of Ghana) (PCG) ist eine der mitgliederstärksten evangelischen Kirche in Ghana.

## Geschichte

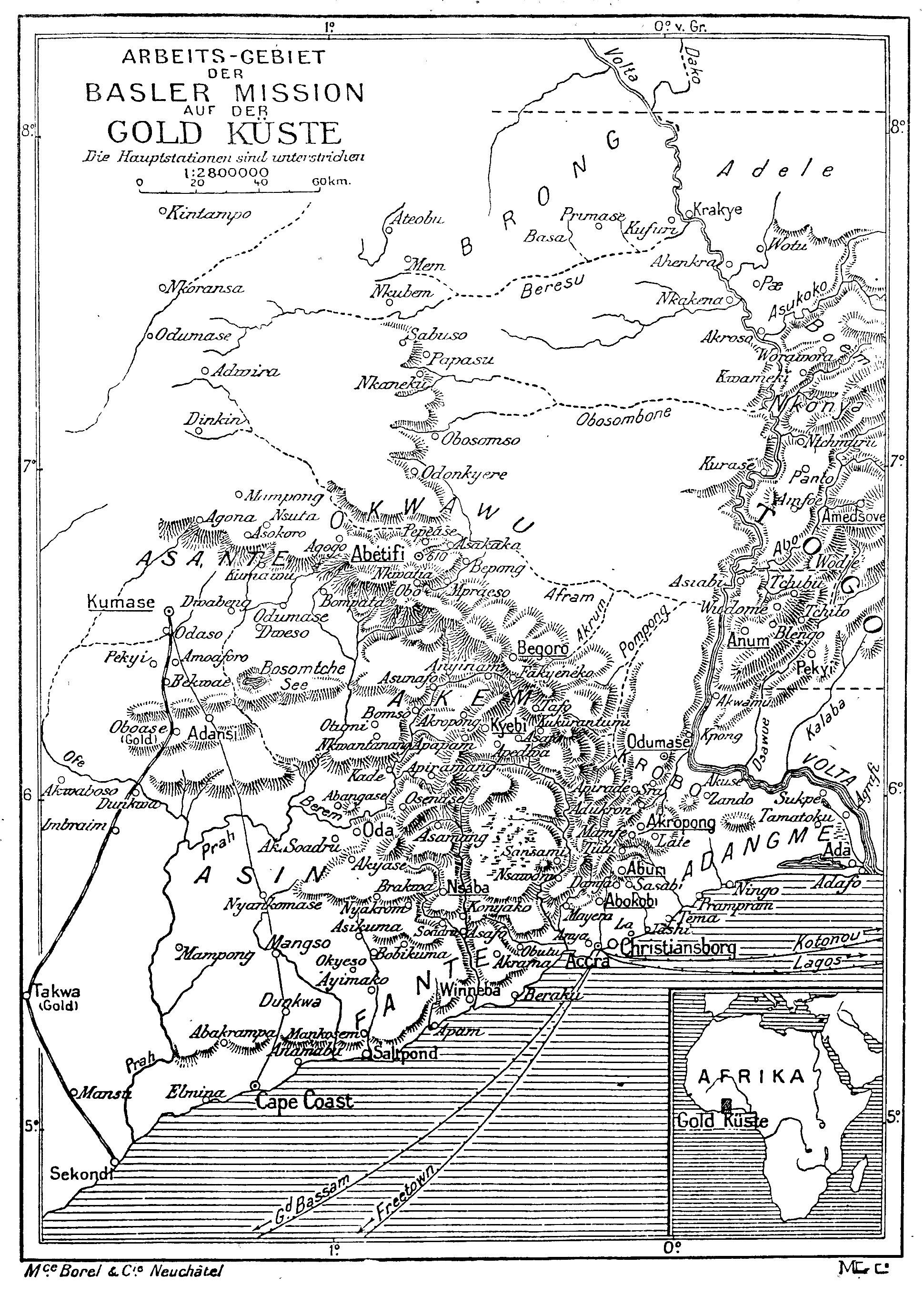
Arbeitsgebiet der Basler Mission an der Goldküste

Die Geschichte der Kirche beginnt 1828 mit dem Wirken von vier Missionaren der Basler Mission in Fort Christiansborg (heute Stadtteil von Accra), die alle nach kurzer Zeit starben. Erst der  1832 angekommene dänische Missionar Andreas Riis konnte in Akropong im Landesinneren eine Missionsstation aufbauen, die aber 1840 wegen der weiterhin hohen Mortalität der Missionare aufgegeben werden sollte. Dann jedoch entschied man sich, statt Europäern Herrnhuter Missionare aus der Karibik zu holen. 25 Missionare aus Jamaika bauten ab 1843 die Missionsstation in Akropong wieder auf und gründeten weitere Stationen. Auch dank ihres Einsatzes für den Ausbau der Landwirtschaft und der Gesundheitsvorsorge hatte die Mission großen Erfolg; schon 1848 wurde eine erste höhere Schule gegründet. Es waren aber weiterhin auch europäische Missionare tätig, so Johannes Zimmermann von 1850 bis 1876, der erstmals die Bibel in die Ga-Sprache übersetzte, Johann Gottlieb Christaller von 1853 bis 1868, der sie in die Twi-Sprache übersetzte, und Elias Schrenk von 1859 bis 1872. Der Schweizer Fritz Ramseyer missionierte ab 1873 erfolgreich in der Ashanti Region.
Aufgrund des Ersten Weltkriegs gab die Basler Mission 1917 ihre Tätigkeit in der britischen Kolonie Goldküste (Kolonie) auf, und die Church of Scotland übernahm die Verantwortung und ließ 1918 eine erste Synode abhalten, bei der Peter Hall als Moderator und Nicholas Timothy Clerk (1862–1961) als Synod Clerk gewählt wurden; beide Nachkommen der westindischen Missionare der ersten Generation. 1926 wurde die Kirche in die Selbständigkeit entlassen (bis zur Unabhängigkeit 1957 als Presbyterian Church of the Gold Coast) und organisierte sich nach schottischem Muster als presbyterianische Kirche.

## Mitgliedschaft und Struktur

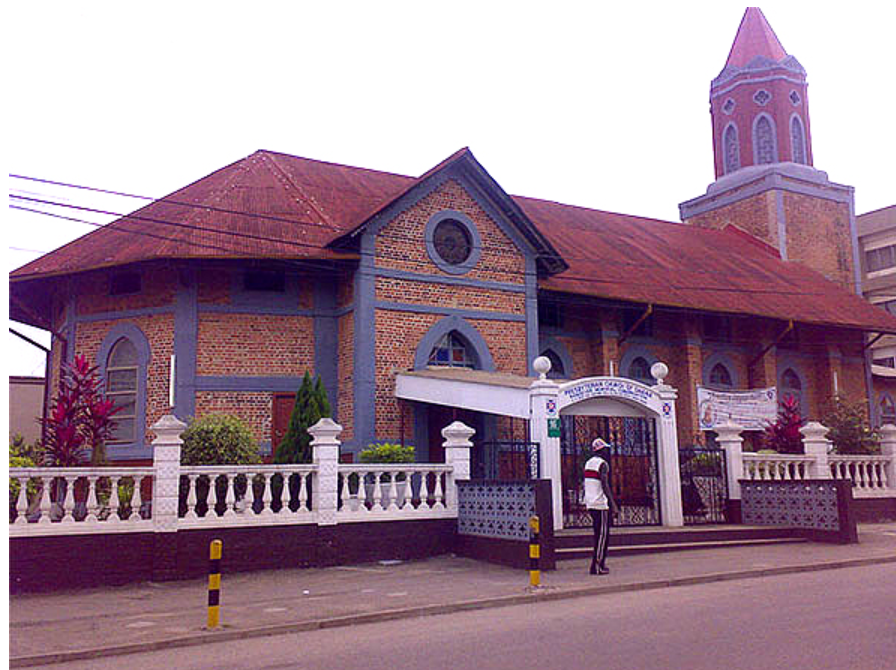
Ramseyer Memorial Presbyterian Church in Kumasi

Die PCG ist eine wachsende Kirche. Die Mitgliedschaft nahm zwischen 2002 und 2018 von 535.130 auf 947.015 zu, die Zahl der Gemeinden von 1812 auf 2828.
Höchstes Organ der Kirche ist, wie in anderen presbyterianischen Kirchen, die jährlich tagende General Assembly, die einer Synode entspricht. Sie wird von einem Moderator geleitet, der zugleich der oberste Repräsentant der Kirche ist. In der PCG amtieren die Moderatoren meist für mehrere Jahre; seit 2018 ist Joseph Obiri Yeboah Mante Moderator. Noch längere Amtszeiten haben meist die Synods Clerks, deren Amt dem eines Generalsekretärs oder Verwaltungsdirektors entspricht. Auf regionaler Ebene ist die PCG in 21 presbyteries unterteilt, 19 in Ghana und je eins für Europa und für Nordamerika/Australien. Die Kirchenverwaltung hat ihren Sitz in Accra und umfasst sieben departments.
Die Kirche unterhält mehr als 2400 Erziehungsinstitutionen, von Kindergärten bis hin zu Colleges, dazu das Presbyterian University College. Mit 55 Krankenhäusern und Gesundheitsstationen ist sie der drittgrößte Anbieter im Gesundheitssystem Ghanas.
In Deutschland hat die PCG Gemeinden in Berlin, Bremen, Düsseldorf, Frankfurt am Main, Hamburg, Hannover, Stuttgart, Kiel, Mannheim/Ludwigshafen und Mainz/Wiesbaden. Gemeinsam mit den Gemeinden in Paris, Toulouse und Oslo bilden sie den Bezirk Deutschland innerhalb des Presbytery of Europe. In Wien besteht eine in die Evangelische Kirche A. u. H. B. in Österreich  integrierte ghanaische Kirchengemeinde, die für Mitglieder aller Denominationen offen ist, aber eng mit der PCG kooperiert.

## Ökumene
Die Kirche gehörte 1929 zu den Gründungsmitgliedern des Christian Council of Ghana und ist Mitglied des Ökumenischen Rates der Kirchen (ÖRK), der All Africa Conference of Churches (AACC) und der Weltgemeinschaft Reformierter Kirchen. Ferner gehört sie dem Netzwerk Evangelische Mission in Solidarität an, in dem deutsche Landeskirchen und aus der Arbeit deutscher Missionsgesellschaften hervorgegangene Kirchen zusammenarbeiten.

## Bekannte Mitglieder
- Emmanuel Charles Quist (1880–1959), Politiker
- Nii Amaa Ollennu (1906–1986), Jurist und Politiker
- Edward Akufo-Addo (1906–1979), Jurist und Politiker
- J. H. Kwabena Nketia (1921–2019), Musikwissenschaftler und Komponist
- Chris Tsui Hesse (* 1932), Kameramann, Diplomat und ordinierter Pastor der Kirche